# Code Hermogénien
Droit romain et lois romaines
Le code Hermogénien (en latin codex Hermogenianus) était un recueil de constitutions impériales réalisé par un juriste romain du nom d'Hermogénien (en latin Hermogenianus), contenant essentiellement des rescrits de l'empereur Dioclétien des années 293 et 294, mais aussi un petit nombre d'autres un peu postérieurs émanant de Maximien Hercule. Associé au code Grégorien, réalisé vers la même époque (sans doute peu auparavant), il a été très utilisé par les juristes romains de l'Antiquité tardive. Remplacés par d'autres compilations (qui les ont exploités), ces deux codes ont été perdus comme tels.
Une quarantaine de références explicites à des constitutions du code Hermogénien se trouvent dans la littérature juridique de l'Antiquité tardive : dans la Mosaicarum et Romanarum legum collatio ; dans des notes marginales des Fragmenta juris Romani Vaticana ; dans les Scholia Sinaitica ; dans la Consultatio veteris cujusdam jurisconsulti ; dans le commentaire de Thalelæus au code Justinien. Ce code est également cité dans la Lex Romana Burgundiorum du roi Gondebaud, et le Bréviaire d'Alaric lui emprunte une version abrégée de deux titres, accompagnés d'interpretationes. D'après les références données, contrairement au code Grégorien qui était divisé en une quinzaine de livres subdivisés en titres, le code Hermogénien n'était organisé qu'en titres.
Les deux codes sont présentés comme modèles à suivre dans la lettre du 26 mars 429 de Théodose II au sénat de Constantinople qui se trouve au début du code Théodosien. Les trois codes furent ensuite utilisés conjointement. Dans la lettre au sénat qui introduit le code Justinien (529), l'empereur affirme son projet de constituer le nouveau code en puisant dans les trois précédents. On évalue à environ 970 le nombre de constitutions impériales du code Justinien qui proviennent du code Hermogénien (contre environ 1670 qui viennent du code Grégorien). Remplacés dans l'Empire byzantin par le code Justinien, en Occident par la Lex Romana Burgundiorum et surtout par le Bréviaire d'Alaric, ces deux codes se sont finalement perdus.
Quant à l'auteur du code Hermogénien, l'un des juristes cités dans le Digeste (la partie du Corpus juris civilis consacrée à la doctrine) porte ce nom : il était l'auteur d'un ouvrage intitulé Juris epitomarum libri VI dont cent six citations sont faites. On présume qu'il s'agit du même, d'autant plus qu'Hermogénien apparaît comme le juriste le plus tardif utilisé par les compilateurs du Digeste. D'autre part, un haut dignitaire du nom d'Aurelius Hermogenianus, contemporain de la Tétrarchie, est attesté par l'épigraphie : dans une dédicace à Constance Chlore, alors césar (donc entre 293 et 305), retrouvée à Brescia en 1983, qui intitule ce personnage « préfet du prétoire » ; dans une dédicace à Dioclétien ou à Maximien Hercule (inscription très mutilée), donc également antérieure à 305, retrouvée à Troie, où Aurelius Hermogenianus (en fait « A]ur(elius) Hermoge[nianus ») est intitulé proconsul (d'Asie). D'autre part, le Chronographe de 354 indique un « Aurelius Hermogenes » (sic) comme préfet de la ville de Rome (præfectus Urbi) pour l'année 309/310.
Selon la reconstitution de Serena Connolly, Hermogénien aurait été magister a libellis (chargé des réponses aux requêtes, c'est-à-dire de la formulation des rescrits impériaux) auprès de Dioclétien en 293 et 294 ; à cette époque l'empereur se trouvait dans son palais de Sirmium, puis en tournée dans les provinces du bas Danube et jusqu'en Thrace (Héraclée). Le code serait donc essentiellement une compilation de son travail pendant cette période ; il répondrait à une commande de l'empereur. Ensuite, en 295, Hermogénien serait passé en Occident pour diriger le scrinium libellorum de Maximien Hercule ; il y serait devenu préfet du prétoire quelque temps après, et aurait donc ajouté à cette époque les quelques rescrits de l'empereur d'Occident qui sont attribués au code. Quelques années plus tard (avant 324), une version finale du code, contenant des textes supplémentaires d'origine occidentale, aurait été produite, soit à la cour de Licinius, soit à l'école de droit de Béryte.